# 1966-os labdarúgó-világbajnokság (3. csoport)
Az 1966-os labdarúgó-világbajnokság 3. csoportjának mérkőzéseit július 12. és július 20. között játszották. A csoportban Brazília, Bulgária, Magyarország és Portugália szerepelt.
A csoportból Portugália és Magyarország jutott tovább az első két helyen. A mérkőzéseken összesen 21 gól esett.

## Végeredmény
| Hely. | Csapat       | M | Gy | D | V | G+ | G– | GA    | P | Továbbjutás                                |
| ----- | ------------ | - | -- | - | - | -- | -- | ----- | - | ------------------------------------------ |
| 1.    | Portugália   | 3 | 3  | 0 | 0 | 9  | 2  | 4,500 | 6 | Továbbjutott az egyenes kieséses szakaszba |
| 2.    | Magyarország | 3 | 2  | 0 | 1 | 7  | 5  | 1,400 | 4 | Továbbjutott az egyenes kieséses szakaszba |
| 3.    | Brazília     | 3 | 1  | 0 | 2 | 4  | 6  | 0,667 | 2 |                                            |
| 4.    | Bulgária     | 3 | 0  | 0 | 3 | 1  | 8  | 0,125 | 0 |                                            |

## Mérkőzések

### Brazília – Bulgária
| 1966. július 12. 19:30 |

| Brazília               | 2–0               | Bulgária |
| ---------------------- | ----------------- | -------- |
| Pelé 15' Garrincha 63' | (1–0) Jegyzőkönyv |          |

| Goodison Park, Liverpool Nézőszám: 48 308 Játékvezető: Tschenscher (NSZK) Asszisztensek: George McCabe (angol), John Keith Taylor (angol) |

| Brazília | Bulgária |

| GK                   | 1  | Gilmar         |     |
| RB                   | 2  | Djalma Santos  |     |
| CB                   | 4  | Bellini        |     |
| CB                   | 6  | Altair         |     |
| LB                   | 8  | Paulo Henrique |     |
| RH                   | 13 | Denílson       | 87' |
| LH                   | 14 | Lima           |     |
| OR                   | 16 | Garrincha      |     |
| CF                   | 10 | Pelé           |     |
| CF                   | 18 | Alcindo        |     |
| OL                   | 17 | Jairzinho      |     |
| Szövetségi kapitány: |    |                |     |
| Vicente Feola        |    |                |     |

| GK                   | 1  | Georgi Najdenov       |     |
| RB                   | 2  | Alekszandar Salamanov |     |
| CB                   | 5  | Dimitar Penev         |     |
| CB                   | 3  | Ivan Vucov            |     |
| LB                   | 4  | Borisz Gaganelov      |     |
| RH                   | 8  | Sztojan Kitov         |     |
| LH                   | 6  | Dobromir Zsecsev      | 36' |
| OR                   | 7  | Dinko Dermendzsiev    |     |
| CF                   | 9  | Georgi Aszparuhov     |     |
| CF                   | 13 | Dimitar Jakimov       |     |
| OL                   | 11 | Ivan Kolev            | 66' |
| Szövetségi kapitány: |    |                       |     |
| Rudolf Vytlačil      |    |                       |     |

### Portugália – Magyarország
| 1966. július 13. 19:30 |

| Portugália                     | 3–1               | Magyarország |
| ------------------------------ | ----------------- | ------------ |
| José Augusto 1' 67' Torres 90' | (1–0) Jegyzőkönyv | Bene 60'     |

| Old Trafford, Manchester Nézőszám: 29 886 Játékvezető: Callaghan (walesi) Asszisztensek: Kevin Howley (angol), Williams Clements (angol) |

| Portugália | Magyarország |

| GK                   | 2  | Joaquim Carvalho   |
| RB                   | 17 | João Morais        |
| CB                   | 20 | Alexandre Baptista |
| CB                   | 4  | Vicente            |
| LB                   | 9  | Hilário            |
| CM                   | 16 | Jaime Graça        |
| CM                   | 10 | Mário Coluna       |
| RW                   | 12 | José Augusto       |
| SS                   | 13 | Eusébio            |
| CF                   | 18 | José Torres        |
| LW                   | 11 | António Simões     |
| Szövetségi kapitány: |    |                    |
| Otto Glória          |    |                    |

| GK                   | 1  | Szentmihályi Antal |
| RB                   | 2  | Káposzta Benő      |
| CB                   | 3  | Mátrai Sándor      |
| CB                   | 5  | Mészöly Kálmán     |
| LB                   | 4  | Sóvári Kálmán      |
| MF                   | 14 | Nagy István        |
| MF                   | 6  | Sipos Ferenc       |
| RW                   | 7  | Bene Ferenc        |
| CF                   | 10 | Farkas János       |
| CF                   | 9  | Albert Flórián     |
| LW                   | 11 | Rákosi Gyula       |
| Szövetségi kapitány: |    |                    |
| Baróti Lajos         |    |                    |

### Magyarország – Brazília
| 1966. július 15. 19:30 |

| Magyarország                              | 3–1               | Brazília   |
| ----------------------------------------- | ----------------- | ---------- |
| Bene 2' Farkas 64' Mészöly 73' (11-esből) | (1–1) Jegyzőkönyv | Tostão 14' |

| Goodison Park, Liverpool Nézőszám: 51 387 Játékvezető: Dagnall (angol) Asszisztensek: Kevin Howley (angol), Arturo Yamasaki (perui) |

| Magyarország | Brazília |

| GK                   | 21 | Gelei József    |
| RB                   | 2  | Káposzta Benő   |
| CB                   | 17 | Szepesi Gusztáv |
| CB                   | 5  | Mészöly Kálmán  |
| LB                   | 3  | Mátrai Sándor   |
| RH                   | 6  | Sipos Ferenc    |
| LH                   | 13 | Mathesz Imre    |
| RW                   | 7  | Bene            |
| CF                   | 9  | Albert Flórián  |
| CF                   | 10 | Farkas János    |
| LW                   | 11 | Rákosi Gyula    |
| Szövetségi kapitány: |    |                 |
| Baróti Lajos         |    |                 |

| GK                   | 1  | Gilmar         |
| RB                   | 2  | Djalma Santos  |
| CB                   | 4  | Bellini        |
| CB                   | 6  | Altair         |
| LB                   | 8  | Paulo Henrique |
| RH                   | 11 | Gérson         |
| CM                   | 14 | Lima           |
| LH                   | 20 | Tostão         |
| OR                   | 16 | Garrincha      |
| CF                   | 18 | Alcindo        |
| OL                   | 17 | Jairzinho      |
| Szövetségi kapitány: |    |                |
| Vicente Feola        |    |                |

### Portugália – Bulgária
| 1966. július 16. 15:00 |

| Portugália                               | 3–0               | Bulgária |
| ---------------------------------------- | ----------------- | -------- |
| Vucov 17' (öngól) Eusébio 38' Torres 81' | (2–0) Jegyzőkönyv |          |

| Old Trafford, Manchester Nézőszám: 25 438 Játékvezető: Codesal (uruguayi) Asszisztensek: Roberto Goicoechea (argentin), Kurt Tschenscher (NSZK) |

| Portugália | Bulgária |

| GK                   | 3  | José Pereira   |     |
| RB                   | 22 | Alberto Festa  |     |
| CB                   | 4  | Vicente        |     |
| CB                   | 5  | Germano        |     |
| LB                   | 9  | Hilário        |     |
| CM                   | 16 | Jaime Graça    |     |
| CM                   | 10 | Mário Coluna   |     |
| RW                   | 12 | José Augusto   |     |
| SS                   | 13 | Eusébio        | 70' |
| CF                   | 18 | José Torres    |     |
| LW                   | 11 | António Simões |     |
| Szövetségi kapitány: |    |                |     |
| Otto Glória          |    |                |     |

| GK                   | 1  | Georgi Najdenov       |     |
| RB                   | 2  | Alekszandar Salamanov |     |
| CB                   | 5  | Dimitar Penev         |     |
| CB                   | 3  | Ivan Vucov            |     |
| LB                   | 4  | Borisz Gaganelov      |     |
| CM                   | 7  | Dinko Dermendzsiev    | 70' |
| OR                   | 6  | Dobromir Zsecsev      |     |
| CF                   | 10 | Petar Zsekov          |     |
| CF                   | 9  | Georgi Aszparuhov     |     |
| CF                   | 13 | Dimitar Jakimov       |     |
| OL                   | 16 | Alekszandar Kosztov   |     |
| Szövetségi kapitány: |    |                       |     |
| Rudolf Vytlačil      |    |                       |     |

### Portugália – Brazília
| 1966. július 19. 19:30 |

| Portugália                 | 3–1               | Brazília  |
| -------------------------- | ----------------- | --------- |
| Simões 15' Eusébio 27' 85' | (2–0) Jegyzőkönyv | Rildo 70' |

| Goodison Park, Liverpool Nézőszám: 58 479 Játékvezető: McCabe (angol) Asszisztensek: Leo Callaghan (walesi), Kenneth Dagnall (angol) |

| Portugal | Brazil |

| GK          | 3  | José Pereira       |
| RB          | 17 | João Morais        |
| CB          | 4  | Vicente            |
| CB          | 20 | Alexandre Baptista |
| LB          | 9  | Hilário            |
| CM          | 16 | Jaime Graça        |
| CM          | 10 | Mário Coluna       |
| RW          | 12 | José Augusto       |
| SS          | 13 | Eusébio            |
| CF          | 18 | José Torres        |
| LW          | 11 | António Simões     |
| Manager:    |    |                    |
| Otto Glória |    |                    |

| GK            | 12 | Manga     |
| RB            | 3  | Fidélis   |
| CB            | 5  | Brito     |
| CB            | 7  | Orlando   |
| LB            | 9  | Rildo     |
| RH            | 13 | Denílson  |
| LH            | 14 | Lima      |
| OR            | 21 | Paraná    |
| CF            | 10 | Pelé      |
| CF            | 19 | Silva     |
| OL            | 17 | Jairzinho |
| Manager:      |    |           |
| Vicente Feola |    |           |

### Magyarország – Bulgária
| 1966. július 20. 19:30 |

| Magyarország                             | 3–1               | Bulgária       |
| ---------------------------------------- | ----------------- | -------------- |
| Davidov 43' (öngól) Mészöly 45' Bene 54' | (2–1) Jegyzőkönyv | Aszparuhov 15' |

| Old Trafford, Manchester Nézőszám: 24 129 Játékvezető: Goicoechea (argentin) Asszisztensek: Juan Gardeazabal (spanyol), José María Codesal (uruguayi) |

| Magyarország | Bulgária |

| GK                   | 21 | Gelei József    |
| RB                   | 2  | Káposzta Benő   |
| CB                   | 17 | Szepesi Gusztáv |
| CB                   | 5  | Mészöly Kálmán  |
| LB                   | 3  | Mátrai Sándor   |
| RH                   | 6  | Sipos Ferenc    |
| LH                   | 13 | Mathesz Imre    |
| RW                   | 7  | Bene            |
| CF                   | 9  | Albert Flórián  |
| CF                   | 10 | Farkas János    |
| LW                   | 11 | Rákosi Gyula    |
| Szövetségi kapitány: |    |                 |
| Baróti Lajos         |    |                 |

| GK                   | 21 | Szimeon Szimeonov |
| RB                   | 15 | Dimitar Largov    |
| CB                   | 5  | Dimitar Penev     |
| CB                   | 3  | Ivan Vucov        |
| LB                   | 4  | Borisz Gaganelov  |
| CM                   | 20 | Ivan Davidov      |
| OR                   | 6  | Dobromir Zsecsev  |
| CF                   | 14 | Nikola Kotkov     |
| CF                   | 9  | Georgi Aszparuhov |
| CF                   | 13 | Dimitar Jakimov   |
| OL                   | 11 | Ivan Kolev        |
| Szövetségi kapitány: |    |                   |
| Rudolf Vytlačil      |    |                   |